# Полюбичі Сільські Другі
Полюбичі Сільські Другі (пол. Polubicze Wiejskie Drugie, Полюбіче-Вейське-Друге) — село в Польщі, у гміні Вишниці Більського повіту Люблінського воєводства.